# Dylan Borge
Dylan Borge (Gibilterra, 15 ottobre 2003) è un calciatore gibilterriano, attaccante del FCB Magpies.

## Caratteristiche tecniche
È un centravanti.

## Carriera

### Club
Ha giocato nel campionato gibilterriano.

### Nazionale
Ha giocato nelle nazionali giovanili gibilterriane Under-17 ed Under-21.
Il 27 marzo 2021 debutta con la nazionale maggiore gibilterriana nella partita di qualificazione al Mondiale 2022 contro il Montenegro.

## Statistiche

### Cronologia presenze e reti in nazionale
| Cronologia completa delle presenze e delle reti in nazionale ― Regno Unito | Cronologia completa delle presenze e delle reti in nazionale ― Regno Unito | Cronologia completa delle presenze e delle reti in nazionale ― Regno Unito | Cronologia completa delle presenze e delle reti in nazionale ― Regno Unito | Cronologia completa delle presenze e delle reti in nazionale ― Regno Unito | Cronologia completa delle presenze e delle reti in nazionale ― Regno Unito | Cronologia completa delle presenze e delle reti in nazionale ― Regno Unito | Cronologia completa delle presenze e delle reti in nazionale ― Regno Unito |
| Data                                                                       | Città                                                                      | In casa                                                                    | Risultato                                                                  | Ospiti                                                                     | Competizione                                                               | Reti                                                                       | Note                                                                       |
| -------------------------------------------------------------------------- | -------------------------------------------------------------------------- | -------------------------------------------------------------------------- | -------------------------------------------------------------------------- | -------------------------------------------------------------------------- | -------------------------------------------------------------------------- | -------------------------------------------------------------------------- | -------------------------------------------------------------------------- |
| 27-3-2021                                                                  | Vaduz                                                                      | Montenegro                                                                 | 4 – 1                                                                      | Gibilterra                                                                 | Qual. Mondiali 2022                                                        | -                                                                          | 65’                                                                        |
| Totale                                                                     |                                                                            | Presenze                                                                   | 1                                                                          |                                                                            | Reti                                                                       | 0                                                                          |                                                                            |

## Palmarès

### Club

#### Competizioni nazionali
- Rock Cup: 1

FCB Magpies: 2024-2025